# (36684) 2000 RJ2
2000 RJ2 (asteroide 36684) é um asteroide da cintura principal. Possui uma excentricidade de 0.20017110 e uma inclinação de 2.32455º.
Este asteroide foi descoberto no dia 1 de setembro de 2000 por LINEAR em Socorro.